# (55733) Lepsius
(55733) Lepsius (1986 WS2) – planetoida z pasa głównego asteroid okrążająca Słońce w ciągu 5,15 lat w średniej odległości 2,98 j.a. Odkryta 27 listopada 1986 roku.